# محاصره معبد چوکو
محاصره معبد چوکو (به ژاپنی: 長興寺 Chōkō-ji) یک معبد متعلق به خاندان روکاکو بود که توسط اودا نوبوناگا گرفته شده بود. در سال ۱۵۷۰ خاندان روککاکو سعی کردند با قطع آب و قرار دادن آن در محاصره قلعه را بازپس بگیرند. شیباتا کاتسوایه، فرمانده دفاع از معبد، با نیروهای خود به بیرون از معبد یورش آوردند و در پایان موفق به شکستن محاصره شدند.